# Angola en los Juegos Olímpicos de la Juventud 2014
Angola en los Juegos Olímpicos de la Juventud de Nankín 2014 está representado por 15 deportistas que compiten en 2 deportes.

## Deportistas
| Disciplina | Hombres | Mujeres | Total |
| Atletismo  | 1       | 0       | 1     |
| Balonmano  | 0       | 14      | 14    |
| Total      | 1       | 14      | 15    |

## Atletismo
Eventos de carrera
| Atleta            | Evento       | Preliminares | Preliminares | Final     | Final |
| Atleta            | Evento       | Resultado    | Lugar        | Resultado | Lugar |
| ----------------- | ------------ | ------------ | ------------ | --------- | ----- |
| Venancio Caculama | 100 m planos |              |              |           |       |